# Station Bartenheim
Station Bartenheim is een spoorwegstation in de Franse gemeente Bartenheim.

## Treindienst
| Serie     | Treinsoort | Route                                   | Bijzonderheden |
| --------- | ---------- | --------------------------------------- | -------------- |
| TER 96100 | TER (SNCF) | Mulhouse-Ville – Bartenheim – Basel SBB | S-Bahn Basel   |